# NGC 3718
NGC 3718 é uma galáxia espiral barrada (SBa/P) localizada na direcção da constelação de Ursa Major. Possui uma declinação de +53° 04' 02" e uma ascensão recta de 11 horas, 32 minutos e 34,7 segundos.
A galáxia NGC 3718 foi descoberta em 12 de Abril de 1789 por William Herschel.